# Landesamt für Schule und Bildung
Das Sächsische Landesamt für Schule und Bildung in Sachsen (LaSuB) ist die Schulaufsichtsbehörde, die dem Sächsischen Kultusministerium nachgeordnet ist. Die Standorte sind Bautzen, Chemnitz, Dresden, Leipzig, Radebeul und Zwickau. Der Hauptsitz befindet sich in Chemnitz. Das Landesamt für Schule und Bildung ist zuständig für 1359 öffentliche Schulen im Freistaat Sachsen (Stand: Oktober 2020).
Hervorgegangen ist das Landesamt für Schule und Bildung 2018 aus der Sächsischen Bildungsagentur (SBA) und dem Sächsischen Bildungsinstitut (SBI). Präsident des Landesamtes ist seit März 2025 Patrick Schreiber.
Schwerpunkte der Arbeit sind
- Lehrerausbildung im Freistaat Sachsen
- Beratung und Unterstützung der Schulen bei der Wahrnehmung ihrer Aufgaben
- Sicherung und Verbesserung der Qualität schulischer Arbeit gemeinsam mit den Schulen einschließlich des Angebots von Lehrerfort- und Weiterbildung und der Führungskräftefortbildung

Weitere Aufgaben umfassen:
- Kontrolle über die Einhaltung geltender Gesetze, Verordnungen, Vorschriften und Lehrpläne
- Bearbeitung der Angelegenheiten des Lehrerpersonals
- Fachaufsicht über Bildung und Erziehung in den Schulen
- Unterrichtsorganisation, Klassenbildung
- Zulassung von Lehr- und Lernmitteln
- Dienstaufsicht über Schulleitung und Lehrerschaft einschließlich der pädagogischen Mitarbeiter und des Betreuungspersonals

Der Standort Bautzen ist zusätzlich verantwortlich für die Koordination der Angelegenheiten der zweisprachigen sorbisch-deutschen Schulen.

## Konsortialprojekt mit Erasmus+ „Plus 4 – Das große Plus für Sachsens Schulsystem“
Das LaSuB hat 2019 im Rahmen des EU-Programms Erasmus+ das bisher größte Konsortialprojekt im Schulbereich gestartet, welches jemals in Deutschland über die Nationale Agentur für Erasmus+ Schulbildung im Pädagogischen Austauschdienst beantragt wurde. Dadurch konnten von 2019 bis 2021 für über 200 Lehrkräfte von Grundschulen, Oberschulen, Gymnasien und Berufsbildenden Schulen in Sachsen europäische Fortbildungen und Hospitationen im Ausland ermöglicht werden. Als koordinierende Einrichtung stand dem Landesamt ein Budget von 540.000 Euro zur Verfügung. Unter den Titel „Plus 4 – Das große Plus für Sachsens Schulsystem“ setzte das Projekt vier inhaltliche Schwerpunkte: „Integration, Inklusion und Umgang mit Heterogenität“, fachliche Kompetenz, fremdsprachliche und interkulturelle Kompetenz und Lehrergesundheit.